# A Mathematician's Miscellany
A Mathematician's Miscellany est une autobiographie et une collection d'anecdotes de John Edensor Littlewood. Il n'est maintenant plus imprimé, mais Littlewood's Miscellany est son successeur, publié par Cambridge University Press et édité par Béla Bollobás.

## Éditions
- J. E. Littlewood, A Mathematician's Miscellany, Londres, Methuen, 1953 (MR 0872858) [(en) lire en ligne] et [aperçu sur Google Livres]